# Asplenium pseudonormale
Asplenium pseudonormale là một loài thực vật có mạch trong họ Aspleniaceae. Loài này được W.M. Chu & X.C. Zhang ex W.M. Chu miêu tả khoa học đầu tiên năm 1992.